# مکی ولنتاین
مکی ولنتاین (انگلیسی: Mekia Valentine; ۳ مارس ۱۹۸۸ – ۲۶ مارس ۲۰۲۰) بازیکن بسکتبال اهل ایالات متحده آمریکا بود.